# Batallón Sparta
El 80.º Batallón de Reconocimiento Separado de la Guardia "Sparta", que lleva el nombre de A. S. Pavlov (en ruso: 80-й отдельный гвардейский разведывательный батальон «Спарта» имени А. С. Павлова), también conocido como Batallón Sparta, es una unidad militar especial de la República Popular de Donetsk
ex comandada por Arseny Pavlov, llamado Motorola, muerto en acción el año 2016 debido al sabotaje  de servicios secretos ucranianos. El sucesor fue Vladimir Zhoga (alias Vokha) hasta el 5 de marzo de 2022 que muere en combate, ocupando el puesto su padre, Artyom Zhoga. Pertenece a la Milicia Popular de Donetsk, que agrupa a varios grupos armados voluntarios de aquella república y que participa, junto a la Milicia Popular de la República Popular de Lugansk, en las Fuerzas Armadas Unidas de Novorrosia, considerada por el Gobierno de Ucrania como una organización terrorista. El batallón está considerado como uno de los más activos de entre los que combaten contra el Ejército ucraniano en el Donbass.

## Historia
Según fuentes ucranianas, la unidad se formó en agosto de 2014, en Donetsk basado en la unidad antitanque liderada por Pavlov, qué anteriormente pudo haber participado en la batalla de Ilovaisk junto a las fuerzas "voluntarias" de Strelkov.

### Cronología bélica
- En 2014, el batallón participó en la batalla de Illovaisk.[3]
- En 2015, lucharon en la segunda batalla del Aeropuerto de Donetsk.[4]
- En enero de 2015, participaron en la batalla de Debaltseve.[5]
- En marzo de 2016, participaron en la escaramuza armada en Dokuchaievsk.[6]
- En septiembre de 2016, el grupo estuvo desplegado a República Popular de Slavyansk para impedir golpe de Estado anticipado.[7]
- En marzo de 2022, se confirma que el grupo está desplegado combatiendo cerca de Mariupol, en la invasión militar Rusa de Ucrania.
- En noviembre de 2022, se confirma la hiza de la bandera del batallón sobre el último reducto de la línea de defensa ucraniana "el hormiguero" en el aeropuerto internacional de Donetsk.

## Crímenes de guerra
La unidad era a menudo culpada para cometer delitos de guerra durante crisis ucraniana.

### Caso Branovitsky
En abril de 2015, el subdirector ruso de Amnistía Internacional para Europa y Asia Central, Denis Krivosheev, culpó al líder del grupo, Arsen Pavlov (o "Motorolla"), por matar y torturar a los prisioneros de guerra de Ucrania. Según él, Pavlov admitió personalmente en la entrevista al Correo de Kiev que mató al ucraniano Igor Branovitsky, que era prisionero de guerra en el momento de su detención y que sufrió varias heridas faciales y no pudo caminar. En una cinta controvertida que se publicó en YouTube en abril de 2015 y que presenta las voces del periodista de Kyiv Post y la voz presuntamente perteneciente a Motorolla, se puede escuchar que este último afirma haber matado a 15 prisioneros cuando el periodista le preguntó sobre Branovitsky. Amnistía pidió una investigación exhaustiva del crimen.  Anteriormente, en febrero de 2015, la SSU ucraniana comenzó a investigar las denuncias.  En junio, un funcionario de Ucrania informó que Interpol se negó a incluir al sospechoso Motorolla en la lista de buscados por la «naturaleza política del caso Motorola».

## Miembros
Los nombres de los miembros fueron publicados en Facebook el 5 de abril de 2015 por Vyacheslav Abroskin, cabeza de la Policía del óblast de Donetsk. Al menos 40 nombres fueron listados.

## Insignias
Aunque nunca se confirmó oficialmente, el nombre y el símbolo del batallón parecen haber sido tomados como referencia a la "Orden Espartana" ficticia de la serie de ciencia ficción del universo Metro por Dmitry Glukhovsky, junto a la antigua bandera del Imperio ruso. 